# دانشگاه مونزور
دانشگاه مونزور (به ترکی: Munzur Üniversitesi) دانشگاهی است که در تونجلی، ترکیه واقع شده‌است. این دانشگاه در سال ۲۰۰۸ با نام "Tunceli Üniversitesi" تأسیس شد. با گذشت زمان، دانشگاه ۷ دانشکده، ۳ مدرسه حرفه ای و ۶ مؤسسه به این دانشگاه اضافه شد. نام این دانشگاه از کوهی در نزدیکی آن گرفته شده‌است.